# حكايات أشباح المدرسة
حكايات أشباح المدرسة (باليابانية: 学校の怪談، بالروماجي: Gakkō no Kaidan) (بالإنجليزية: Ghost Stories)‏ هو مسلسل أنمي ياباني تلفزيوني من أخراج نوريوكي أبيه، ومن إنتاج إستديو بيرو، عرض في 22 أكتوبر عام 2000 حتى 25 مارس عام 2001، على تلفزيون فوجي، وتكون من 20 حلقة.

## القصة
تدور أحداث القصة عن ساتسوكي ميانوشيتا، التي تنتقل مع عائلتها إلى مسقط رأس أمها المتوفاة. في أول يوم لها في المدرسة، تكتشف ساتسوكي أن الأشباح يسكنون مدرستها، ووجدت مذكرة توضح كيفية طرد الأشباح، وهذه المذكرة تعود لأمها المتوفاة، فحصلت على القوة لطرد الأشباح الذين يسكنون مدرستها، عليها أن تقوم بحماية المدرسة مع أصدقاءها من الأشباح أو سوف تؤذي من في المدرسة وكل من يحيط بها.

## الشخصيات
ساتسوكي ميانوشيتا (باليابانية: 宮ノ下 さつき، بالروماجي: Miyanoshita Satsuki)
أداء صوتي: توموكو كاواكامي
موموكو كويغاكوبو (باليابانية: 恋ヶ窪 桃子، بالروماجي: Koigakubo Momoko)
أداء صوتي: كومي سكوما
هاجيمي أوياما (باليابانية: 青山 ハジメ، بالروماجي: Aoyama Hajime)
أداء صوتي: تاكاكو هوندا
ريو كاكينوكي (باليابانية: 柿ノ木 レオ، بالروماجي: Kakinoki Reo)
أداء صوتي: ماكوتو تسومورا
كيتشيرو ميانوشيتا (باليابانية: 宮ノ下 敬一郎، بالروماجي: Miyanoshita Keiichirō)
أداء صوتي: كورومي ماميا
أمانوجاكو (باليابانية: 天の邪鬼، بالروماجي: Amanojaku)
أداء صوتي: ريوسي ناكاو
أستاذ ساكاتا (باليابانية: 坂田، بالروماجي: Sakata)
أداء صوتي: يوتاكا أوياما
ريتشيرو ميانوشيتا (باليابانية: 宮ノ下 礼一郎، بالروماجي: Miyanoshita Reiichirō)
أداء صوتي: تاكيهيرو موروزونو
كاياكو ميانوشيتا (باليابانية: 宮ノ下 佳耶子، بالروماجي: Miyanoshita Kayako)
أداء صوتي: كوتونو ميتسويشي

## وصلات خارجية
- Studio Pierrot's Gakkou no Kaidan website
- حكايات أشباح المدرسة عند The Black Moon

حكايات أشباح المدرسة على موقع IMDb (الإنجليزية)
- حكايات أشباح المدرسة على موقع فيلمافينيتي (الإسبانية)
- حكايات أشباح المدرسة على موقع ليتربوكسد (الإنجليزية)
- حكايات أشباح المدرسة على موقع كينوبويسك (الروسية)
- حكايات أشباح المدرسة على موقع قاعدة بيانات الفيلم (الإنجليزية)
- حكايات أشباح المدرسة على موقع ANN anime (الإنجليزية)